# 徐能旭
徐能旭（韓語：서능욱；1958年5月5日—），韩国围棋职业九段棋手，绰号盘上孙悟空。1983-1986年获得第1-4届大王戰亚军。1989年获得了“KBS杯战”的挑战权。1991年在第一届SBS杯上击败俞斌九段后负于加藤正夫九段。1995、1996年参加第二、三届乐天杯中韩对抗赛，战胜刘小光九段。进入第一届東洋證券杯八强，在第二届東洋證券杯上战胜小林覺后负于李昌鎬。2010年预选赛出线，进入第15届三星财产杯32强。